# Ouverture 2000
Ouverture 2000 is een compositie voor harmonieorkest of fanfare van de Nederlandse componist Henk van Lijnschooten.
Dit werk is opgenomen op cd door het Tokyo Kosei Wind Orchestra onder leiding van de Nederlandse dirigent Jan de Haan.